# Ланцуцкий, Станислав Францевич
Станислав Францевич Ланцуцкий (пол. Stanisław Łańcucki; 16 ноября 1882, Гороховцы, Австро-Венгрия (ныне Подкарпатское воеводство, Польша) — 20 сентября 1937, Москва, СССР) — польский левый политик, деятель польского революционного движения. Депутат Законодательного сейма (1919—1922).

## Биография
Из рабочих. Сын каменщика. После окончания школы работал на стройке. С 1897 года — железнодорожный рабочий в Пшемысле. Член профсоюза железнодорожников, участник забастовок.
С 1900 годов — член Польской
социал-демократической партии Галиции и Силезии-Цешина. Преследовался властями, с 1912 года жил в Париже. В годы Первой мировой войны вернулся в Галицию, позже жил в Моравии, Праге, Вене, Лоуни и Ярославе, где стал членом Польской военной организации (1918).
В начале 1920 годов вступил в Коммунистическую партию Польши, в июле 1921 года вместе с Томашем Домбалем сформировал в польском Сейме фракцию коммунистов. В 1924 году лишён депутатской неприкосновенности, арестован и осуждён на 3 года заключения. В 1928 году освобождён из тюрьмы Мокотув.
Сперва находился на лечении в Перемышле, в июле 1929 года бежал в СССР. За свою революционную деятельность получил специальную пенсию. В СССР — член Общества бывших политкаторжан и ссыльнопоселенцев, ВКП(б) и МОПР. В 1931 году в Москве опубликовал книгу «Мои воспоминания» (на русском и польском языках).
Во время Большого террора был арестован сотрудниками НКВД 14 июня 1937 г. 20 сентября 1937 года приговорён  Военной коллегией Верховного суда СССР к смертной казни за «участие в польской националистической террористической организации». Расстрелян в тот же день. Кремирован на Донском кладбище и похоронен там в братской могиле.
Реабилитирован Военной коллегией Верховного Суда СССР 29 апреля 1955 года.

## Источник
- Ланцуцкий Станислав Францевич